# NGC 675
NGC 675 (również PGC 6665 lub UGC 1273) – galaktyka spiralna (S?), znajdująca się w gwiazdozbiorze Barana. Odkrył ją Lewis A. Swift 25 września 1886 roku.